# ZC3H11A
La proteína 11A que contiene el dominio CCCH de dedo de zinc es una proteína que en humanos está codificada por el gen ZC3H11A.